# Milan Indoor 1996
Il Milan Indoor 1996 è stato un torneo di tennis giocato sul sintetico indoor. È stata la 19ª edizione del  Milan Indoor, che fa parte della categoria Championship Series nell'ambito dell'ATP Tour 1996. Si è giocato al Palatrussardi di Milano in Italia dal 26 febbraio al 3 marzo 1996.

## Campioni

### Singolare
Goran Ivanišević ha battuto in finale  Marc Rosset con il punteggio di 6–3, 7–6(3).

### Doppio
Goran Ivanišević /  Andrea Gaudenzi hanno battuto in finale  Guy Forget /  Jakob Hlasek con il punteggio di 6–4, 7–5.